# 卒業式に、神谷詩子がいない
『卒業式に、神谷詩子がいない』（そつぎょうしきに かみやうたこがいない）は、2022年2月27日から3月27日まで毎週日曜日の13時45分 - 14時15分に日本テレビのドラマ枠「Zドラマ」で放送されたテレビドラマ。主演は民放ドラマ初主演となる茅島みずき。
Zドラマの第1弾。

## 概要
本作の主人公である神谷詩子は幼い頃より複雑な家庭環境や中学時代のトラウマによる影響で将来を見据えられずにいた。2019年春に高校に入学した詩子は6人の同窓生と意気投合し、「ファンファーレ」という名のグループを結成してダンスを踊ったり、将来の夢を語り合ったりしながら高校生活を送っていく。そんな中で彼女たちの周辺で巻き起こる様々な脅威、広がっていく心の距離などの障壁にぶつかりながらも互いに繋がっていこうとする等身大の高校生たちの物語を描く。

## キャスト
神谷詩子（かみや うたこ）
演 - 茅島みずき
本作の主人公。ダンスが得意な高校生。
寺島史也（てらしま ふみや）
演 - 奥平大兼
大手スーパーの御曹司であり、詩子の同窓生。
安藤しず香（あんどう しずか）
演 - 田鍋梨々花
詩子の同窓生。
工藤健介（くどう けんすけ）
演 - 中川大輔
詩子の同窓生。
宮田萌（みやた もえ）
演 - 莉子
詩子の同窓生。
小林真斗（こばやし まなと）
演 - 杢代和人（原因は自分にある。）
詩子の同窓生。
斎藤唯（さいとう ゆい）
演 - 新谷ゆづみ
詩子の中学時代の友人で、現在は私立高校に通う高校1年生。
山崎美月（やまざき みづき）
演 - 安斉星来
詩子の中学時代の友人で、唯の同窓生。
役名不明
演 - 国本梨紗
詩子の同窓生。
役名不明
演 - 吉田莉桜
詩子の同窓生。
役名不明
演 - 石川翔鈴
詩子の同窓生。
役名不明
演 - 伊礼姫奈
詩子の同窓生。
役名不明
演 - 小高サラ
詩子の同窓生。
役名不明
演 - りゅうと
史也の友人。
神谷華子（かみや はなこ）
演 - 谷田ラナ　
詩子の妹。
神谷良子（かみや りょうこ）
演 - 猫背椿
詩子と華子の母。シングルマザー。

## スタッフ
- 脚本 - 嶋田うれ葉
- 音楽 - 福廣秀一朗
- 主題歌 - Guiano「舞 feat. 理芽」（神椿レコード）[9]
- チーフプロデューサー - 高谷和男
- 企画 / プロデューサー - 鈴木努
- プロデューサー - 枝見洋子（AX-ON）、仲野尚之（AX-ON）、岩崎林太郎
- 演出 - 伊藤彰記
- プランナー - 岸 遼
- コンテンツプロデューサー - 久保沙紀子（AX-ON）、駒場舜（vivito）
- コンテンツディレクター - 春山奈津子（AX-ON）、大久保彩花（AX-ON）
- 宣伝プロデューサー - 篠塚雅也
- 制作協力 - AX-ON
- 製作著作 - 日本テレビ

## 放送日程
| 話数  | 放送日  | サブタイトル         |
| ----- | ------- | -------------------- |
| 第1話 | 2月27日 | 卒業式まであと1057日 |
| 第2話 | 3月06日 | 卒業式まであと693日  |
| 第3話 | 3月13日 | 卒業式まであと467日  |
| 第4話 | 3月20日 | 卒業式まであと145日  |
| 第5話 | 3月27日 | 卒業式まであと1時間  |